# 토트너스
토트너스(네덜란드어: Totness)는 수리남의 도시이다.